# Amblygobius decussatus
Amblygobius decussatus är en fiskart som först beskrevs av Bleeker, 1855.  Amblygobius decussatus ingår i släktet Amblygobius och familjen smörbultsfiskar. Inga underarter finns listade i Catalogue of Life.